# Liste des rois de Mide
Dans l'Irlande médiévale, les souverains du royaume de Mide appartenaient au Clan Cholmáin, une branche des Uí Néill. Plusieurs d'entre eux furent des Hauts-rois d'Irlande. 

## Historique

Armes de Mide.

Ses premiers rois peuvent avoir été les Dál Messin Corb, dont certains, les Uí Garrchon, étaient les rois du Leinster. 
À partir de la fin du Ve siècle, ils furent chassés de leur région d'origine, le Kildare, au-delà des montagnes de Wicklow par les Ui Néill, dont une branche, le Clan Cholmáin, prit leur place et fonda le royaume d'Uisnech. Après la chute du royaume au XIIe siècle, sa dynastie, les Ua Mael Sechlainn ou les Ó Melaghlin's, se retirèrent à l'ouest, et s'établirent sur la rive gauche du fleuve Shannon. Des membres de la noblesse gaélique portèrent encore ce nom jusque dans les années 1690, mais ils avaient perdu alors depuis longtemps tout réel pouvoir.
Sauf indication contraire, les dates spécifiées sont les dates d'accession et de mort.

## Premiers rois de Mide

### Rois d'Uisnech
- Conall Cremthainne († 480),
- [Fergus], fils de Conall (?)
- Ardgal mac Conaill († 520),
- (Fergus) Cerrbél, fils de [Fergus] (?)
- Maine mac (Fergus) Cerrbél (mort en 538)
- 6) Colmán Mor mac Diarmait Cerbaill (mort en 555/558)
- 7) Colmán Bec mac Diarmait Cerbaill (mort en 587) ancêtre du Cáille Follamain (Selon Edel Bhreathnach[1], il s'agit peut être d'un doublon généalogique du précédent)
- 8) Suibne mac Colmáin Mor (mort en 600)
- 9) Fergus mac Colmán Mor (mort en 618)
- 10) Óengus mac Colmáin (mort en 621)
- 11) Conall Guthbinn mac Suibne (mort en 635)
- 12) Máel Dóid mac Suibni (mort en 653)
- 13) Sechnasach mac Airmedach Cáech mac Conall Guthbinn, (mort en 681)
- 14) Diarmait Dian mac Airmedach Cáech mac Conall Guthbinn (mort en 689)
- 15) Murchad Midi (i.e de Mide) mac Diarmata (mort en 715)
- ?) Domnall Midi mac Murchado, (743-763);

### Clan Cholmáin, rois de Mide
- 1) Donnchad Midi mac Domnaill, (766-797);
- 2) Domnall mac Donnchada Midi, (797-799);
- 3) Muiredach mac Domnaill Midi, (799-802);
- 4) Ailil mac Donnchada (ru), (802-803);
- 5) Conchobar mac Donnchada, (803-833);
- 5 bis) Niall mac Diarmato, (???-826);
- 6) Máel Ruanaid mac Donnchada, (833-843);
- 7) Flann mac Maele Ruanaid, (843-845);
- 8) Máel Sechnaill mac Maíl Ruanaid, (845-22 novembre 862);
- 9) Lorcan mac Cathail, (862-864);
- 9 bis) Conchobar mac Donnchado, (???-864) (Leth ri Midi);
- 10) Donnchad mac Eochocain (Aeducain),  (864-877);
- 11) Flann Sinna mac Maíl Sechnaill, (877-25 mai 916);
- 12) Conchobar mac Flainn, (916-919), tué à la bataille d'Islandbridge ;
- 13) Donnchad Donn mac Flainn, (919-944);
- 13 bis) Domnall mac Flain (919-921)
- 14) Oengus mac Donnchada, (944-945/946);
- 15) Donnchad mac Domnaill (en), (945/946-950);
- 16) Fergal Got mac Oengussa, (vers 950-vers 950);
- 17) Aed mac Mael Ruanaid, (vers 950-951);
- 18) Domnall mac Donnchada, (951-952);
- 19) Carlus mac Cuinn, (952-960);
- 20) Donnchad Finn mac Aeda, (960-974);
- 20 bis) Muirchertach mac Mael Sechnaill, (960-vers 976);
- 21) Mael Sechnaill II Mór mac Domnaill, (975/976-2 septembre 1022);
- 22) Mael Sechnaill Got mac Mael Sechnaill, (1022-1025);
- 23) Roen mac Muirchertaig, (1025-1027);
- 24) Domnall Got, (1027-1030);

### Ua Máel Sechlainn
- 1) Conchobar mac Domnaill Ua Máel Sechlainn, (1030-1073);
- 2) Murchad mac Flainn Ua Máel Sechlainn, (1073-1076) ;
- 3) Máel Sechlainn Bán mac Conchobair Ua Máel Sechlainn, (1073-1087);
- 4) Domnall mac Flainn Ua Máel Sechlainn, (1087-1094);
- 5) Donnchad mac Murchada Ua Máel Sechlainn, (1094-1105);
- 5 bis) Conchobar mac Mael Sechlainn Ua Máel Sechlainn, (1094-1105);
- 6) Muirchertach mac Domnaill Ua Máel Sechlainn, (1105-1106);
- 7 a) Murchad mac Domnaill Ua Máel Sechlainn, (1106-1153);
  - 7 b) Máel Sechlainn mac Domnaill Ua Máel Shechlainn, (1115-1115);
  - 7 c) Domnall mac Murchada Ua Máel Sechlainn, (1127-1127);
  - 7 d) Diarmait mac Domnaill Ua Máel Sechlainn, (1127-1130);
  - 7 e) Conchobar Ua Conchobair (1143-1144);
  - 7 f) Donnchad mac Muirchertaig Ua Máel Sechlainn, (1144-????);
- 8)  Máel Sechlainn mac Murchada Ua Máel Sechlainn, (1152-1155);
- 9)  Donnchad mac Domnaill Ua Máel Sechlainn, (1155-1155);
- 10) Diarmait mac Domnaill Ua Máel Sechlainn, (1155-1156);
- 9)  Donnchad mac Domnaill Ua Máel Sechlainn, (1156-1157);
- 10) Diarmait mac Domnaill Ua Máel Sechlainn, (1157-1158);
- 9)  Donnchad mac Domnaill Ua Máel Sechlainn, (1158-1160);
- 10) Diarmait mac Domnaill Ua Máel Sechlainn, (1160-1169);
- 11) Domnall Bregach Ua Máel Sechlainn  (i.e de Brega), (1169-1173); (dernier roi régnant de Mide)

### Rois titulaires de Mide: les seigneurs de Clonlonan
- Art mac Máel Sechlainn meic Domnaill Ua Máel Sechlainn, (1173-1176/1184);
- Donnchad Ua Máel Sechlainn 1176-1178 ?
- Magnus Ua Máel Sechlainn, (????-1175), d'origine inconnu,  roi d'Iarthar Mide;
- Máel Sechlainn Beg, (1184-1213);
- Cormac mac Art Ó Melaghlain, (1213-1239);
- Art na caislen  mac Cormac, (1239-1283);
- Cairbre mac Art, (1283-1290);
- Murchadh mac Cairbre, (1290-1293);
- Cormac mac Cormac, (1293?-1301);
- Cairbre an Sgregain mac Cormac (1301?-1323);
- Art Mór mac Cormac, (1323-1344);
- Cormac Ballach mac Art, (1344-1362);
- Art mac Art Mór, (1362-1385);
- Cormac Bacach mac Cormac (mort en 1393)
- Conchobhar, rex Midie de jure (1385 ?-1401);
- Conn mac Cormac, mort en 1431;
- Art mac Conn, mort en 1468;
- Laighnech mac Corc, (1468 ?-1487;
- Conn mac Art mac Conn, (1487-1500);
- Murchad mac Conn, (1500-1518);
- Toirrdelbach Clerech mac Conn, (1518-1537);
- Art mac Conn, (1537-1539);
- Feidlimid Oc mac Fedlimid mac Conn, (1539-1542);
- Rudhraighe, (1542-1543); mort en 1544;
- Caedach mac Fedlimid mac Conn, (1543-?);
- Conn mac Art mac Conn, (?-1548);
- Tadhg Ruadh mac Murchad, (1548-1553?);
- Murchad mac Murchad, floruit 1547/49?;
- An Calbhach mac Toirdelbach Clerech, (jusqu'en 1564 puis capitane de Mullaghlea Glen (en) (1583-1584)  mort vers décembre 1600);
- Irriel, (décembre 1600 - 10 avril 1604);
- Phelim mac Irriel, né le 1er août 1602; vivant en 1604.

## Prétendants
Cornelius mac 
John (1863 – 1903) m . 
Corneille (1809 – 97) m . 
Domhnall (décédé en 1845) m . 
Eoghan m . 
Tomas m . 
Tomas m . 
Tomas m . 
Tomas m . 
Murchad Dubh m . 
An Calbhach (1564 - vers décembre 1600) m . _ 
Felim Og (mort 1542) m . 
Felim Creachach (mort 1518) m . 
Conn Mór m . Art (mort 1468) m . 
Conn (mort 1461) m . 
Cormac mc . 
Cormac Ballac m . 
Art na Caislen mc . 
Cormac mac 
Art O Melaghlain (mort 1239) m . 
Art ( mort 1184) m . 
Maelsechlainn (mort 1155) mc . 
Murchad (mort 1153) m . 
Domnall (mort 1094) mc 
Flann ( aveuglé 1037) m . 
Domhnall m . 
Máel Sechnaill mac Domnaill , mort 1022 .